# Lapsánszky Ferenc
Lapsánszky Ferenc (Alsólápos, Szepes vármegye, 1658. február 2. – Bécs, 1710. június 11.) választott püspök.

## Életútja
A nagyszombati szemináriumból 1681. december 27-én diákonus filozófiai doktorként a CGH növ-e lett. 1684. április 10-én papként tért haza, Szelepcsényi György érsek káplánja. 1685-től esztergomi, 1686-tól szepesi, 1687-től pozsonyi, 1697. február 25-től ismét esztergomi kanonok. Később ocskai prépost, 1707. március 10-től rosoni választott püspök, október 3-tól olvasókanonok, 1709 januárjától kijelölt csanádi püspök. Kinevezési okmányát súlyos betegsége miatt nem kézbesítették. 1710-ben hunyt el.